# Лавджой, Фрэнк
Фрэнк Лавджой (англ. Frank Lovejoy) (28 марта 1912 года — 2 октября 1962 года) — американский актёр радио, кино и телевидения, более всего известный своими киноролями 1950-х годов.
«Крепкий, серьёзный, с массивной квадратной челюстью, Фрэнк Лавджой играл на протяжении своей карьеры детективов, уличных копов, репортёров, военных и тому подобных персонажей».
Наиболее успешными картинами с участием Лавджоя стали военные драмы «Дом отважных» (1949), «Прорыв» (1950), «Сила оружия» (1951) и «Отступи, ад!» (1952), фильмы нуар «В укромном месте» (1950), «Звук ярости» (1950), «Попутчик» (1953) и «Кафе на 101-й улице» (1955), а также мелодрама «Три тайны» (1950), мюзикл «Я увижу тебя в своих снах» (1951) и фильм ужасов «Дом восковых фигур» (1953)".

## Ранние годы
Фрэнк Лавджой родился 28 марта 1912 года в нью-йоркском районе Бронкс, но вырос в Нью-Джерси. Его отец был торговцем мебелью из штата Мэн, а мать происходила из семьи ирландских эмигрантов.
В подростковом возрасте Лавджой начал работать мелким клерком на Уолл-стрит, но «обвал на бирже в 1929 году лишил его работы» Лавджой пошёл учиться в Университете Нью-Йорка, и ради заработка стал играть в репертуарных театрах. Вскоре он отправился на гастроли по Северо-Западу США, а в 1934 году дебютировал на Бродвее в спектакле «Судный день». В течение последующих двенадцати лет Лавджой сыграл в семи бродвейских спектаклях.

## Карьера на радио
«Лавджой был одним из самых востребованных актёров в золотую эпоху радио, его голос можно было услышать в сотнях мыльных опер, детективных программ и драматических антологий». «Его твёрдый, авторитарный голос» звучал в радиосериалах «Борцы с бандами» (с 1935 года), а в 1945 году он был рассказчиком в радиосериале «Это твоё ФБР». В 1948—1949 годах он играл в эстрадном радиошоу «Ревю весёлых девяностых», с 1950 по 1952 год исполнял главную роль в еженедельной криминальной газетной драме «Ночной бит», а в 1955—1956 годах — в постановке «Театр Дэймона Раниона».
В 1940—50-е годы он также играл в радиоспектаклях «Этот день наш», «Смелое завтра», «Яркий горизонт», «Синий жук» (1940), «Саспенс» и «Удивительный мистер Мэлоун» (1948—1951).

## Карьера в кино
После своего дебюта в кино в 1948 году в вестерне Джорджа Шермана «Чёрный Барт» (1948) с участием Ивонн де Карло и Дэна Дьюриа Лавджой «стал специализироваться на ролях крутых, жёстких, трезвомыслящих персонажей». «С тех пор Лавджой снимался постоянно, главным образом, в ролях второго плана, но так же, как и первый или второй главный герой».

### Роли в военных фильмах (1949—1955)
В кино Лавджой был силён в ролях обычного человека в чрезвычайных ситуациях. Так, в 1949 году в военной драме Марка Робсона «Дом отважных» (1949) он сыграл важную роль крепкого, но отягощённого своими проблемами сержанта, который высаживается на одном из островов, контролируемых японской армией, в составе небольшого разведывательного десанта. Картина рассматривает тему взаимоотношений отношений внутри отряда в условиях сложных боевых действий, в том числе проблему отношения белых его членов к чёрному солдату.
В течение следующих пяти лет Лавджой сыграл ещё в нескольких военных фильмах, среди которых выделяются полудокументальный «Прорыв» (1950), посвящённый подготовке и высадке войск союзников в Европе в ходе Нормандской операции (Лавджой также был закадровым рассказчиком в фильме), и мелодрама Майкла Кёртица «Сила оружия» (1951) о любви американского сержанта (Уильям Холден) и женщины-лейтенанта (Нэнси Олсон) во время американской оккупации Италии в ходе Второй мировой войны, где Лавджой сыграл роль начальника и друга главного героя. В фильме Джозефа Х. Льюиса «Отступи, ад!» (1952) Лавджой сыграл главную роль командира батальона морской пехоты США в ходе отступления после Битвы при Чосинском водохранилище во время Корейской войны. В фильме Стюарта Хейслера «Береговой плацдарм» (1954) вновь сыграл сержанта морской пехоты, который высаживается в составе разведывательного отряда на одном из японских островов во время Второй мировой войны. «Люди воюющей леди» (1954) был посвящён событиям Корейской войны, где Лавджой был командиром эскадрильи истребителей-бомбардировщиков, направленной уничтожить вражескую железную дорогу. Фильм Энтони Манна «Стратегическое авиационное командование» (1955) рассказывал реальную историю ветерана Второй мировой войны и профессионального бейсболиста (Джеймс Стюарт), который возвращается в авиацию в годы Холодной войны, чтобы осваивать самолёты нового поколения. Лавджой сыграл в этой картине роль командующего стратегической авиацией, генерала Хоукса.

### Роли в фильмах нуар (1950—1955)
В промежутке между 1950 и 1955 годами Лавджой сыграл в восьми фильмах нуар. Первым и наиболее признанным среди них был классический фильм нуар Николаса Рэя «В укромном месте» (1950), где Лавджой сыграл роль фронтового друга главного героя (Хамфри Богарт), расследующего убийство, в котором подозревается его друг. В том же году в фильме нуар Сая Эндфилда «Звук ярости» (1950) Лавджой сыграл главную роль одного из двух преступников, похитивших и убивших человека, за что они были схвачены и линчеваны толпой.
В 1951 году в шпионско-пропагандистском фильме нуар эпохи Холодной войны «Я был коммунистом для ФБР» (1951) Лавджой сыграл главную роль агента ФБР, внедрённого под прикрытием в питтсбургскую организацию компартии США с целью разоблачить её преступную деятельность. Критик Джон М. Миллер высоко оценил работу актёра в этом фильме, написав: «Со своей квадратной челюстью, Фрэнк Лавджой в типичном для себя серьёзном стиле исполняет главную роль человека под прикрытием; он и в дальнейшем на протяжении своей карьеры будет изображать различных копов, детективов и военных. Мэтт Светич в исполнении Лавджоя намерен сделать всё, чтобы остаться под прикрытием и раскрыть коммунистическую угрозу, несмотря на болезненное для него презрение со стороны общества и, особенно, собственной семьи. Лавджой убедителен в своей твёрдости в этой конфликтной ситуации, и ему удаётся вызвать симпатию, вне зависимости от политической составляющей фильма».
«Одной из лучших ролей Лавджоя стала роль одного из двух рыбаков, захваченных психопатом со склонностью к убийству в исполнении Уильяма Тэлмана в классическом фильме „Попутчик“ (1953), который поставила Айда Лупино». Газета «Нью-Йорк таймс» написала: «Как Эдмонд О’Брайен, так и Фрэнк Лавджой являются мастерами в изображении здоровых, крупных мужиков, попавших в ситуацию, созданную не ими. Хотя О’Брайен в нормальных обстоятельствах был бы отважным гражданином, в нём достаточно человеческой слабости, чтобы впасть в отчаяние по поводу своего положения, из которого, кажется, нет выхода. С другой стороны, стойкость Лавджоя в условиях такого пленения также смотрится вполне логично».
В 1953—1955 годах Лавджой сыграл главные роли в нескольких менее значимых фильмах нуар. В фильме «Система» (1953) он сыграл роль главы подпольного синдиката, занимающегося азартными играми, который в итоге помогает разоблачить собственную организацию. Шпионский нуар «Кафе на 101-й улице» (1955) с участием Терри Мур и Ли Марвина рассказывал о разоблачении шпионской сети, похищавшей американские ядерные секреты. Нити преступной сети тянутся в кафе, где работают Мур и Марвин, и которое часто посещает профессор секретного центра ядерных исследований в исполнении Лавджоя. В фильме «Стукач» (1955) Лавджой сыграл бывшего заключённого, которого полиция внедряет в преступную группу с тем, чтобы он помог уничтожить банду и засадить её главаря. А в фильме «Паутина преступления» (1955) Лавджой предстаёт в образе владельца закусочной, который в своё время, будучи солдатом, убил в Германии молодого человека, и теперь отец убитого с помощью двух агентов пытается вывезти его в Германию, чтобы предать там суду.

### Роли в других фильмах 1950-х годов
В мелодраме Роберта Уайза «Три тайны» (1950), где три женщины (Элинор Паркер, Патриция Нил и Рут Роман) пытаются выяснить, не является ли их сыном найденный 5-летний ребёнок, так как в своё время каждая из них отказалась от своего ребёнка. В этом фильме Лавджой сыграл роль мужа одной из героинь. Он также сыграл в музыкальной комедии Майкла Кёртица «Я увижу тебя в своих снах» (1951) с Дорис Дэй, мюзикле Роя Дель Рута «Со звёздами на борту» (1951), где он сыграл камео-роль наряду с такими звёздами, как Джеймс Кэгни, Гэри Купер, Дорис Дэй и Вирджиния Мейо, мелодраме «Команда-победитель» (1952) о профессиональном бейсболисте (Рональд Рейган), преодолевающем алкогольную зависимость с помощью жены (Дорис Дэй) и своего друга, также знаменитого бейсболиста, которого сыграл Лавджой.
В 1953 году в одном из первых фильмов, сделанных в формате 3D, криминальном фильме ужасов Андре де Тота «Дом восковых фигур» (1953) Лавджой играет инспектора полиции, который расследует деятельность скульптора (Винсент Прайс), создающего для музея фигуры, заливая воском тела убитых им людей. В ещё одной трёхмерной картине, вестерне Гордона Дугласа «Атака на реке Фэзер» (1953) Лавджой сыграл сержанта американской кавалерии, оправляющейся на спасение двух белых заложниц через территорию, контролируемую индейцами. Действие приключенческой мелодрамы «Вершина мира» (1955) происходит на Аляске, а Лавджой играет майора ВВС, руководящего спасательной миссией после катастрофы самолёта, которым управлял его подчинённый и бывший муж его невесты.
Драма «Трое смельчаков» (1956) рассказывает о гражданском сотруднике ВМС, уволенном из-за подозрений в нелояльности (Эрнест Боргнайн), который пытается через суд восстановить своё честное имя и вернуться на службу. В фильме также снимались Рэй Милланд в роли адвоката и Нина Фох в роли прокурора, а Лавджой сыграл важную роль капитана ВМС и члена суда. В том же году Лавджой сыграл детектива полиции в криминальном триллере «Джулия» (1956) с Дорис Дэй в главной роли, а также знаменитого преступника, противостоящего преступным правительственным отрядам штата Техас, в вестерне «Коул младший, стрелок» (1958). Это была последняя роль Лавджоя в кино.

## Карьера на телевидении
В 1950-е годы Лавджой играл главные роли частных сыщиков в двух криминальных телесериалах «Человек против преступления» (1956, 9 эпизодов) и «Знакомьтесь: МакГроу» (1957—1959, 42 эпизода).
Он также имел разовые роли более чем в двух десятках других телесериалов. Свои последние роли он сыграл в телесериалах «Цель: коррупционеры» (1961) и «Автобусная остановка» (1962).

## Личная жизнь
Лавджой был женат дважды. Во втором браке, с актрисой Джоан Бэнкс, у него родилось двое детей. В последние месяцы жизни вместе с женой Фрэнк Лавджой играл в Нью-Джерси в спектакле по пьесе Гора Видала «Самый достойный». Он умер 2 октября 1962 года от сердечного приступа во сне в своём доме в Нью-Йорке.

## Фильмография
- 1948 — Чёрный Барт / Black Bart — Марк Лоример
- 1949 — Дом отважных / Home of the Brave — Сержант Минго
- 1950 — В укромном месте / In a Lonely Place — Детектив, сержант Браб Николаи
- 1950 — Грешник южных морей / South Sea Sinner — Док
- 1950 — Три тайны / Three Secrets — Боб Даффи
- 1950 — Прорыв / Breakthrough — Сержант Пит Белл
- 1950 — Звук ярости / The Sound of Fury — Говард Тайлер
- 1950 — Я был коммунистом для ФБР / I Was a Communist for the FBI — Мэтт Светич
- 1951 — Прощай, моя причуда / Goodbye, My Fancy — Мэтт Коул
- 1951 — Сила оружия / Force of Arms — Майор Блэкфорд
- 1951 — Я увижу тебя в своих снах / I’ll See You in My Dreams — Уолтер Дональдсон
- 1951 — Со звёздами на борту / Starlift — Фрэнк Лавджой
- 1952 — Отступи, ад! / Retreat, Hell! — Подполковник Стив Л. Корбетт
- 1952 — Команда-победитель / The Winning Team — Роджерс Хорнсби
- 1953 — Она вернулась на Бродвей / She’s Back on Broadway — Джон Уеббер
- 1953 — Попутчик / The Hitch-Hiker — Гилберт Боуэн
- 1953 — Дом восковых фигур / House of Wax — Детектив, лейтенант Том Бреннан
- 1953 — Система / The System — Джон Е. «Джонни» Меррик
- 1953 — Атака на реке Фэзер / The Charge at Feather River — Сержант Чарли Бейкер
- 1953—1955 — Видеотеатр «Люкс» / Lux Video Theatre (телесериал, 3 эпизода)
- 1953—1956 — Театр Четыре Звезды / Four Star Playhouse (телесериал, 3 эпизода)
- 1954 — Береговой плацдарм / Beachhead — Сержант Флетчер
- 1954 — Мужчины сражающейся леди / Men of the Fighting Lady — Капитан-лейтенант Пол Грэйсон
- 1954—1955 — Кульминация / Climax! (телесериал, 2 эпизода)
- 1954—1960 — Час «Юнайтед стейтс стил» / The United States Steel Hour (телесериал, 2 эпизода)
- 1955 — Американец / The Americano — Бенто Хермани
- 1955 — Стратегическое воздушное командование / Strategic Air Command — Генерал Эннис С. Хоукс
- 1955 — Обозлён на мир / Mad at the World — Капитан полиции Том Линн
- 1955 — Стукач / Finger Man — Кейси Мартин
- 1955 — Паутина преступления / The Crooked Web — Стэнли Е. «Стэн» Фабиан
- 1955 — Кафе на 101-й улице / Shack Out on 101 — Профессор Сэм Бэстион
- 1955 — Вершина мира / Top of the World — Майор Брэд Кэнтрелл
- 1955 — Звёздный юбилей «Форда» / Ford Star Jubilee (телесериал, 1 эпизод)
- 1955 — Театр знаменитостей / Celebrity Playhouse (телесериал, 1 эпизод)
- 1955 — Сцена 7 / Stage 7 (телесериал, 2 эпизода)
- 1955—1956 — Звезда и история / The Star and the Story (телесериал, 3 эпизода)
- 1956 — Джулия / Julie — Детектив, лейтенант Прингл
- 1956 — Трое смельчаков / Three Brave Men — Капитан ВМС Амос Уинфилд
- 1956 — Человек против преступления / Man Against Crime (телесериал, 9 эпизодов)
- 1956—1959 — Театр 90 / Playhouse 90 (телесериал, 2 эпизода)
- 1956—1959 — Письмо к Лоретте / Letter to Loretta (телесериал, 3 эпизода)
- 1957 — Кавалькада Америки / Cavalcade of America (телесериал, 1 эпизод)
- 1957 — Телевизионный театр «Форда» / The Ford Television Theatre (телесериал, 1 эпизод)
- 1957—1958 — Знакомьтесь: МакГроу / Meet McGraw (телесериал, 42 эпизода)
- 1957—1959 — Театр Зейна Грея / Zane Grey Theater (телесериал, 3 эпизода)
- 1958 — Коул младший, стрелок / Cole Younger, Gunfighter — Коул младший
- 1958 — Преследование / Pursuit (телесериал, 1 эпизод)
- 1959 — Шоу Дэвида Найвена / The David Niven Show (телесериал, 1 эпизод)
- 1959 — Шоу Реда Скелтона / The Red Skelton Show (телесериал, 1 эпизод)
- 1960 — Город Вичита / Wichita Town (телесериал, 1 эпизод)
- 1961 — Еженедельное шоу «Дюпон» / The DuPont Show with June Allyson (телесериал, 1 эпизод)
- 1961 — Цель: коррупционеры / Target: The Corruptors (телесериал, 1 эпизод)
- 1962 — Автобусная остановка / Bus Stop (телесериал, 1 эпизод)